# Hueco (banda)
Hueco es una banda de rock de atmósferas oscuras formada en el año 1995. Hueco es reconocido como uno de los grupos más importantes de la vieja guardia de la escena gótica de la Ciudad de México.

## Historia
Hueco se forma a principios de 1995 bajo la iniciativa de José Hernández Riwes (Hollow Kid) y la producción artística de Rogelio Gómez (guitarrista de Ansia). Para ambos era importante definir un sonido que mostrara referencias a los grupos que ya habían generado una propuesta importante en la escena del Rock Mexicano como Decibel, La Concepción de la Luna, Santa Sabina , El Clan y, por supuesto Ansia; con independencia de los tintes evidentes a bandas anglosajonas como Bauhaus (banda), Killing Joke, Ministry, the Cure y Joy Division. La revista Banda Roquera comentó al respecto: "De la oscuridad siguen emergiendo a la luz los nuevos grupos dark, así surge Hueco, agrupación que denota un estilo bien trabajado con el que tratan de repercutir en la escena darky para gusto nuestro. Su música deja sentir influencias de los grupos europeos, con atmósferas bizarras que asemejan golpes metálicos".
Buscando un nombre que hiciera referencia a este sonido oscuro y de vacío existencial "pero que no los encerrara en un género"  el Manco, bajista de Guillotina, propuso la palabra "Hueco" la cual se ajustó a la medida del concepto de Hollow Kid y Rogelio Gómez. Fue entonces cuando se integraron al proyecto Moises Cuellar y Federíco Barceló quienes venían de la banda alternativa Alfil 7, además de José Luis García (Joe García) y Miguel Ángel Gacés.
En agosto de 1995 Hueco tiene su primera presentación en la 4a edición de la Batalla de las Bandas organizada por Enric Rodamilans (exintegrante de Ninot y mánager de Ansia y Guillotina) y Rockotitlán llegando a la final en donde también quedaron grupos como Zurdok Movimento (luego conocido como Zurdok), Salamandra, Brutal Lulú y Druidas. Ricardo Bravo comenta en la revista Nuestro Rock: "La Batalla de las Bandas fue, mientras duró, un auténtico trampolín que apoyó el surgimiento de grupos nuevos en las más diversas tendencias. En la última edición de este concurso de nuevos valores, la IV, nos llamó la atención, además del ganador Zurdok Movimento, una banda formada ese mismo año, 95, que quedó entre los finalistas, la cual mostraba un estilo interesante, aún en desarrollo, con un notorio perfil oscuro y una importante fuerza escénica".
Durante 1996, al mismo tiempo que la banda comienza a alternar con la escena de Rockotitlán (Ansia, Guillotina, Consumatum Est, La Concepción de la Luna, Santa Sabina, El Clan, etc.) inicia la grabación de su primer disco bajo la producción de Rogelio Gómez. Aunque habían recibido una buena propuesta por parte de Opción Sónica deciden aceptar la propuesta de Discos Peerless para integrarse al subsello de rock; Rock Fusión, que la disquera iba a lanzar, ya que la proyección que obtuvieron fue superior a la que la disquera independiente pudo ofrecer. El subsello estuvo integrado además por Salamandra, Paciencia de Gato, Insomnio y Álgia. 
En 1997, año del lanzamiento del primer disco homónimo editado por Discos Peerless, sobre el disco Ernesto Priego del Uno más uno escribió: "Hueco ofrece en su primer LP (Peerless, 1997) una confesión intimista y creíble que vuelve la mirada hacia una propuesta musical que venía ya uniendo dos oscuridades sonoras antes tan cercanas como distantes : el rock gótico y el heavy metal". La revista Círculo Mixup comentó: "Hueco no sólo utiliza el dark, sino también integra otras influencias como el jazz, que con su estructura libre permite hablar sobre la locura de un personaje que afirma ‘creo en mi como creo en Dios’ ; a ratos también recuerdan a ciertos grupos progresivos". y la revista Nuestro Rock publicó: "Los textos que redondean su atractiva propuesta hablan, en su mayoría, del lado oscuro del ser humano". Sobre el primer disco la banda comenta: "La temática del disco aborda la cuestión del mal y la experiencia humana del mal, no es que los vampiros, fantasmas o demonios no nos llamen la atención, pero ¿que hay más obscuro que la propia mente del hombre ?, ¿existe acaso algo mucho más perverso ?. Abrir un libro de historia, el periódico, ver la t.v. , etc. responde contundentemente esas preguntas".
Hueco comienza a integrarse a la escena gótica de la Ciudad de México y a colaborar con la Orden del Cister A.C. (ODC) que en ese entonces era un colectivo artístico emergente cuyo objetivo principal residía en darle promoción y difusión a las distintas manifestaciones artísticas de la escena oscura de la ciudad. Hueco aprovechó el apoyo que Discos Peerless le brindaba para generar redes con distintos medios de comunicación y ampliar la cobertura de los distintas iniciativas que la ODC organizó desde entonces y durante los años finales del siglo XX.
En 1998 Hueco se integra al colectivo de bandas de rock Serpiente Sobre Ruedas cuyo objetivo era generar apoyos a las comunidades indígenas afectadas por el conflicto armado de Chiapas; así como la sensibilización social de la importancia y defensa de derechos de las comunidades indígenas a nivel nacional. Ese mismo año abren el concierto que Black Tape for a Blue Girl ofrece en el Salón México organizado por Aldo Altamirano, director y locutor de uno de los programas de radio más importantes de la escena gótica mexicana: Ex-perimento Radio transmitido por Radio UNAM XEUN. A partir de este concierto Hueco se consagra como uno de los grupos más importantes de la escena de aquellos años, recibiendo el premio a la mejor banda gótica por parte de la revista Banda Roquera. En septiembre de ese año Hueco sale de Discos Peerlesssobre la experiencia con una disquera transnacional la banda comenta: "El primer disco representó muchas cosas para el grupo. Nos dimos cuenta de como funcionan los medios, de que tanta respuesta de la gente podemos esperar, de cuanta fe puede tenerse en la industria disquera y, lo más importante, de que tanto podemos esperar de cada uno de nosotros, los integrantes del grupo, para beneficio de éste así como de nosotros mismos". Gracias a ello la banda comienza a grabar su segundo disco, llamado "Invierno" bajo la producción ejecutiva de Enric Rodamilans, y artística de Marc Rodamilans (exintegrante de Mistus y productor, entre otros grupos, de Ansia, Ninot, Consumatum Est, entre otros) para Opción Sónica. Hollow Kid comentó al respecto:"Invierno comienza a gestarse en el último trimestre de 97. Aunque era imposible tener una imagen exacta del resultado final, sí teníamos una clara idea de lo que queríamos hacer, qué dirección tomar en cuanto a la música , al discurso e incluso al arte gráfico. [...] Sin embargo, ya en 1998, debido a que todavía estabamos con nuestra antigua disquera la supuesta grabación que nos habían prometido se retrasó de marzo a abril, de abril a mayo, etc.. Afortunadamente en septiembre de ese mismo año nos entregaron la carta de retiro y por esas mismas fechas Enric Rodamilans nos ofreció un contrato en su sello XOC que formaba parte de Opción Sónica. El proceso de grabación se llevó tres semanas. La mezcla ...seis meses, pues emplear los maravillosos adelantos tecnológicos hizo mucho más laboriosa esta etapa.".
En 1999 vinieron nuevos retos. Hueco es invitado a participar en el disco homenaje a Caifanes: Antes de que nos olviden, Tributo 1 lanzado también por Opción Sónica y colaboran con la versión de la canción "Nos vamos juntos". La presentación del disco tributo a Caifanes en el Teatro Blanquita en donde comparten escenario con La Concepción de la Luna, El Clan, Escarbarme, Limbo Zamba entre otros. En el blog, Archivo del Rock Mexicano, que editaba el periodista y académico Julián Woodside, apareció el siguiente comentario sobre la versión que el grupo realizó: "8. Hueco - Nos Vamos Juntos. Con un sonido bastante oscuro, casi angustioso, Hueco retoma una canción para desgarrarse las entrañas y la hacen casi angustiosa, en donde estamos esperando que aumente lentamente la cadencia y la energía... para llegar al momento de gritar casi llorando: "me voy yendoooo como el maaar leeento y salvaaaje cooomo tuuuu". Difícil de digerir al principio es una canción que uno empieza a tomar cariño, siempre esperando el coro. Tras la catarsis solo queda el teclado... desvaneciéndose como los latidos del corazón".
Por otro lado, también son invitados a participar en el Festival del Centro Histórico de la Ciudad de México (ahora Festival de México) para dar un concierto en la Plaza Tolsá en donde tienen una muy buena recepción, lo cual sirve de ante sala para que abran el concierto de Gene Loves Jeezabel en el Circo Volador. 
Finalmente, en diciembre de ese año presentan Invierno en Rockotitlán. Sobre Invierno la prensa tuvo muy buenos comentarios. Jeancarlo Aldana escribió: "Si con su primer álbum sorprendieron a la audiencia (a pesar de la poca visión de su disquera y managers) los de Hueco los dejarán boquiabiertos con la evolución lograda para esta, su segunda entrega denominada gélidamente "Invierno". El gálibo seguido por este cuarteto se postra plagado de nostalgia depresiva, animosidad y formas musicales inquietantes [...] Hueco han dado un paso importante en la concepción musical ofreciéndonos un viaje por formas y texturas intrínsecas, delicadas y hasta espeluznantes". El periodista mexicano David Cortés comentó: "Hueco ha edificado en Invierno una sensación sombría y agónica de una banda cuya apuesta por lo oscuro y lo desconocido le ha prodigado dividendos, por lo menos en el ámbito artístico". Sobre el tema del disco, Hollow Kid comenta: "A diferencia del primer disco, un ejercicio acerca de la naturaleza del mal, Invierno, en su nivel más básico, es un reflejo de la experiencia del desencanto. Invierno esta lleno de referencias musicales, gráficas y literarias que sustentan su discurso. Estas mismas referencias también pueden verse como homenaje a todos aquellos trabajos artísticos que se han convertido en símbolos para nosotros".
Para el 2000 el grupo estaba preparando el material de lo que sería su tercer álbum Canciones para antes de dormir, pero las tensiones interiores comenzaron a dividir a la banda, el último concierto con la alineación original ocurrió en el concierto masivo que se llevó a cabo en el espacio denominado "El espejo" de Ciudad Universitaria frente a Las Islas tras el término de la huelga estudiantil de la UNAM (1999-2000) donde compartieron escenario con Guillotina, Guillermo Briseño, Dapunto Beat y A.N.I.M.A.L. entre otros frente a unos 10.000 asistentes. A finales de ese año, Moises deja el grupo.
En 2001 los objetivos y metas de cada uno de los integrantes comienzan a tomar direcciones distintas, no obstante Joe, Genaro y José se presentan una última vez en el Hard Rock Live para celebrar el cumpleaños de Enric Rodamilans en un concierto que reunió a la escena de grupos que desde finales de los ochenta y gran parte de los noventa trabajaron en red para impulsar el rock nacional al sur de la Ciudad de México, e cartel fue integrado por Ansia, Ninot, Consumatum Est, Guillotina, Escarbarme y Klon. Después de esto Hueco se separa, Joe se integra a las filas de Escarbarme y José se integra por completo su faceta de profesor-investigador académico universitario y gestor cultural, pero no abandona la escena oscura ya que, desde la gestión, continúa trabajando con la Orden del Cister.  
En 2002 José comienza a trabajar con Javier Coss retomando el nombre de Hueco y algunas canciones del disco inédito de la banda para musicalizar en vivo la película Nosferatu, el vampiro de F.W. Murnau. No obstante, por esas mismas fechas el grupo Excecror Vecordia presentó un gran espectáculo de esas características en el Museo Ex Teresa Arte Actual. De este proyecto se grabaría una sola canción; Crepúsculo Ascendente que más tarde se convertiría en el sencillo del cuarto disco de la banda.
Aunque el grupo no estuviese activo, Daniel Drack, presidente de la ODC, a través de las presentaciones o iniciativas del colectivo mantiene el nombre y música de Hueco presente en el imaginario de la escena. En 2003 Daniel Drack monta la exposición colectiva Muerte en la Galería José María Velasco en donde participan pintores como Arturo Rivera, Reynaldo Velázquez y Alejandro Montoya entre otros y utiliza la música del segundo disco de Hueco para generar la ambientación sonora de la exposición. En 2005 Daniel Drack publica el primer disco acoplado de la Orden del Cister A.C. que lleva por título Legado. Este reúne a varios de los grupos de la vieja guardia y contemporáneos de la escena oscura: "En el 2005, Hueco aporta “Nada” (aunque el tema aparece bajo el nombre de “Zero”) para un recopilatorio de la tribu oscura llamado ‘Legado’, en tanto que en el 2007 repiten la experiencia con “Crepúsculo ascendente”, el cual fue recopilado para la continuación de la zaga en el álbum ‘Legado 2’". La versión de "Crepúsculo Ascendente"incluida en el segundo volumen de Legado fue la grabada por Hollow Kid, Javier Coss y Moises Cuellar años atrás. Más adelante Daniel le sugiere a Hollow Kid sacar, bajo el sello de la ODC, un ep de Hueco con algunas canciones del álbum inédito de la banda, Hollow Kid accede con la condición de que la ODC también edite el primer ep de su nuevo proyecto; The Dragulas. En este disco, Hollow Kid vuelve a trabajar con Rogelio Gómez quien en esta ocasión no solo se encarga de la producción artística sino de conseguir músicos de estudio y de tocar la guitarra en todos los cortes ya que Hueco como grupo, no existía. Nuevamente Daniel Drack le propone a Hollow Kid hacer una presentación de Hueco para el XIII aniversario de la ODC que se llevaría a cabo en el Dada X en enero de 2008, es así que Joe García, Moises Cuellar, Miguel Ángel Garcés y José se vuelven a juntar para preparar esa presentación especial.
En enero de 2008 Hueco se presenta en el XVIII Aniversario de la Orden del Cister A.C. en el Dada X compartiendo escenario con bandas de la vieja guardia como El Clan, Veneno Para las Hadas y Maldoror  así como con propuestas contemporáneas como Cyteres y E.V.O.L.. A mediados de año la Revista Gótica edita un número especial dedicado a las bandas nacionales. Arthur Alan Gore (el periodista y escritor Arturo J. Flores) es el encargado de entrevistar a José Hernández Riwes sobre el grupo: "Si de bandas clásicas en la escena oscura se trata, sería un pecado dejar fuera a HUECO". Además de la entrevista, la publicación incluyó un disco acoplado en donde Hueco participa con una versión acústica de la canción "Medusa". 
Es principios del año 2009 que sale el ep de Hueco llamado "Mexican Gothic" y Hollow Kid decide reconfigurar la banda. Debido a que los miembros originales ya tenían otros intereses u otros grupos (Joe García, por ejemplo, toca desde 2007 con Desarmado) otros músicos son convocados. Javier Coss se integra en la guitarra y teclado, Manuel Cerón (quien estuvo entre los primeros miembros de Hueco antes de que la banda se formalizara) ocupa la batería, Miguel Cruz (Acid Mike) se encarga del bajo y José, además de las vocales, se encarga de la guitarra. Con esta alineación y con Rogelio Gómez como invitado especial en la guitarra Hueco presenta su nuevo ep y hace oficial su regreso en el Primer Festival Octubre Negro que organiza la ODC y que en aquella ocasión se desarrolló en el Centro de la Juventud, Arte y Cultura Futurama. Sobre el ep de Hueco Mitchel Robledo comentó:""Mexican Gothic" es la prueba perfecta de que em México sí se puede hacer un buen gothic rock."
La banda comienza a trabajar duro en los temas que integrarán su siguiente disco pero Javier Coss anuncia su salida del grupo debido a que realizaría estudios académicos en el extranjero. El resto de los integrantes lo consideran como una pausa y deciden que el nuevo disco de la banda no llevará teclado alguno, concentrándose en generar un sonido mucho más sucio y pesado. 
En 2010 ingresa Iván Cedillo "El Vaquero" a la guitarra principal. Con el Vaquero,  Hollow Kid formaría los grupos que antecedieron a Hueco, Los Olvidados? (1989-1994) y Alimaña (1994-1995), en este último también participaría Manuel Cerón en la batería. Iván vendría a darle la potencia en las guitarras que el grupo estaba buscando. Una de las grandes influencias del Vaquero es Rogelio Gómez, ello hizo más fácil la tarea de producción de las nuevas canciones. Con esta alineación la banda se presenta en la inauguración del Segundo Festival Octubre Negro tocando solo canciones nuevas, ningún clásico. La banda no tocaría temas antiguos, por lo menos hasta la presentación del nuevo disco, ya que querían probar su nuevo sonido evitando caer en simpatía por nostalgia. Dentro de la Inauguración se develó el Mural de la vieja guardia, México Obscuro en donde estaban retratados varios de los personajes que más habían apoyado, desarrollado y difundido (por lo menos hasta ese momento) la escena oscura de la Ciudad de México. Hollow Kid formó parte del mural, en palabras de Daniel Drack (principal organizador del Festival y de la realización de la obra plástica) comenta: "José Hernández-Riwes es uno de los mejores vocalistas que ha parido el subterráneo. De voz educada y multifacética, es un músico y compositor de gran presencia escénica. Un personaje plasmado, por este y otros méritos, en el Mural de la escena Oscura Mexicana".
Durante 2011 Hueco graba su cuarto disco titulado "Medusa o de los amores terribles" y se integra al elenco de Discos Intolerancia. Sobre el disco Walter Schmidt escribió: "En esta cuarta producción, el cuarteto mexicano (The Hollow Kid, Manuel, Miguel, Iván) ha cambiado su sonido. Guardaron los sintetizadores y decidieron hacer un disco "guitarroso, áspero, crudo" recuperando canciones que no habían salido a la luz en sus discos anteriores. Un mini album con diez temas que se mueven por atmósferas oscuras alimentadas de la literatura gótica, cine Hammer de terror y la música de The Residents, Bauhaus o Dead Can Dance. Una producción intensa y pesada, pero también nítida y directa donde las guitarras son el hilo conductor de las pequeñas historias que van ocurriendo en un disco hecho con inteligencia y creatividad".  Sobre el disco, Hollow Kid comenta: "Desde que comenzamos a trabajar en Medusa o de los amores terribles, tomamos la decisión de hacer un disco más guitarroso, áspero, crudo. Esto nos permite jugar mucho más musicalmente tanto en los ensayos como en el escenario. Por lo mismo, para las presentaciones en vivo, tuvimos y tenemos que adaptar las canciones de los otros discos (sobre todo las de Invierno) a este nuevo sonido, lo cual ha resultado tan satisfactorio como divertido. Este sonido va muy de la mano con el tema del disco, la figura medusea y los amores terribles que se desprenden de ella. Quisimos subrayar ese sentido orgánico, apasionado y brutal que surge en ese tipo de relaciones, incluso en las situaciones tranquilas y sutiles (como quisimos sugerir en las dos baladas incluidas: “Crepúsculo ascendente” y “De noche”). La duración del disco es corta (apenas los 35 min.), y es que también ahí quisimos reflejar el rasgo que ocurre en muchas de esas situaciones en las que su duración es proporcional a su nivel de intensidad. Entre más intensa más corta. Todas estas cosas las queremos complementar con el desarrollo escénico con base en la iluminación, visuales, maquillaje, etc.".
La banda comienza a ser, de nuevo, muy activa dentro y fuera de la escena oscura. Participa en los conciertos de despedida del Dada X (centro) y nuevamente en el Festival Octubre Negro, pero a unas semanas de salido el nuevo disco, la banda recibe la invitación para participar en la 13a edición del Festival Vive Latino. A partir de ese momento la banda se enfoca a preparar su actuación en el Festival en donde llevarían a cabo la presentación oficial del disco. 
2012 La presentación en el Vive Latino asentó al grupo y su sonido análogo, pero el regreso de Javier Coss los hizo voltear de nuevo a los sintetizadores. Hueco comenzó a preparar el material para su siguiente disco pero nuevamente las obligaciones de los miembros del grupo y el crecimiento del proyecto alterno de José, The Dragulas comenzó a distraer la atención de los integrantes. En 2013 Manuel y Miguel abandonan el grupo por cuestiones de tiempo y la banda cae en un aletargamiento que se acentúa con la muerte de Rogelio Gómez en 2014.
En 2014 Hollow Kid, el Vaquero y Javier Coss se dedicaron a rehacer a Hueco para darle continuidad al proyecto. No obstante el grupo siguió llamando la atención mediática primero por el homenaje a la escena oscura de la Ciudad de México que el periodista Ricardo Bravo organizó en la Fonoteca Nacional como parte del proyecto Colector, y el ciclo de Mesas Oscuras que organizó el Museo Universitario del Chopo. A la sesión de la Fonoteca estuvieron invitados miembros de las bandas góticas (residentes en la Ciudad de México) que trascendieron la escena oscura y se acomodaron en el imaginario colectivo del rock mexicano general El Clan, La Concepción de la Luna, Anabantha y Hueco; mientras que el Museo Universitario del Chopo organizó una serie de mesas en donde se hizo una reflexión crítica sobre la escena oscura de la ciudad. A la mesa designada como "Grupos de la Vieja Guardia" estuvieron invitados miembros de los grupos El Clan, Santa Sabina y Hueco.
Hacia la segunda mitad del año, queda conformada la nueva alineación de Hueco con Hollow Kid, el Vaquero, Javier Coss y Fabricio Figueroa en el bajo y Jorge Oseguera en la batería. Esta alineación graba la canción "Laura Feroz" para el disco tributo a Ansia y Rogelio Gómez ¿Dónde estás? que saldrá a mediados de 2016 y en donde participan bandas hermanas de Ansia, así como grupos emergentes producidos por Rogelio Gómez para su sello Black Stone Records.
Durante 2015 Hueco ha estado trabajando en lo que será su siguiente producción discográfica apareciendo pocas veces en vivo. Cabe destacar la invitación que le hizo el El Clan para acompañarlos en el lanzamiento de su nueva producción Caronte. Esta se llevó a cabo en el bar Bajo Circuito en donde también compartieron escenario con Eurídice. Haciendo los ajustes necesarios Hueco continua mostrando esa oscura visión del vacío que mantiene en su discurso.
En 2017 Hueco participa en el disco Goth en tu idioma producido por Francisco Vázquez, miembro fundador de Vía Dolorosa, y publicado en su sello 45 revoluciones. La canción que eligen interpretar es "Tren al sur" original de Los Prisioneros pero The Hollow Kid da un tratamiento de reescritura a la letra haciendo referencia directa a la historia que David Bowie cuenta en su canción Space Oddity, y a reinterpretación que Peter Schilling hace en Major Tom (Comming Home). La canción se retitula como el antiguo programa de televisión The Big Blue Marbel el cual hace alusión al planeta Tierra; solo que con el nombre que se le conoció en México, la Canica Azul. Paco López en su programa Hispanoparlante comentó de la canción: "¡La llevaron a otro lado!  ¡Totalmente! 'Y no me digan loco por ir volando así' ¡Qué gran frase para ponerle a Tren al sur! La Caníca Azul, llamada por nosotros: Tierra" 
Ese mismo año Hueco lanza La negra voz de Dios, disco en donde hacen homenaje versionando canciones de diversos artistas que los han influido como Size, Javier Corcobado, Leonard Cohen, Nick Cave y varios más. El disco recopila covers que la banda ha incluido desde su inicio, como "Nos vamos juntos" de Caifanes (banda), hasta fechas recientes como "Laura Feroz" de Ansia (banda), al respecto José Hernández Riwes dice: "La de Cohen es una canción que solíamos tocar antes de grabar Invierno, solíamos tocar muchos covers que nunca llegaron a  plasmarse, incluso tocábamos ‘Paint It Black’, en esa primera etapa de Hueco”. David Cortés comentó al respecto, en su columna "Acordes y desacordes" en la revista Nexos: "Hueco utiliza el pasado para pavimentar su camino al futuro [...] sus seguidores pueden solazarse con este álbum de versiones, algunas de ellas muy extrañas, como “La canica azul”, y otras más afortunadas, como su acercamiento al tema de Nick Cave."

## Discografía
- Hueco (1997) Discos Peerless
- Invierno (1999) Opción Sónica/XOC
- Mexican Gothic (2008) Noise Kontrol/ODC
- Medusa o de los amores terribles (2011) Discos Intolerancia
- La negra voz de Dios (2017)  Discos Intolerancia Carpe Noctem
- Medusa Desnuda En diercto en Dada X (2018) Discos Intolerancia Carpe Noctem
- Hueco presenta: Los Olvidados (2019) Agenda Rock México
- Canciones de oscuridad y desaliento (2021) Bravo Música Digital

### Sencillos
- El ángel exterminador (1997) Discos Peerless
- Hades (1999) Opción Sónica/XOC
- Crepúsculo Ascendente (2011) Discos Intolerancia
- Cielo Negro (2019) Agenda Rock México
- El suspiro del demonio (2019) Agenda Rock México
- Madre Rusia (2019) Agenda Rock México
- Sueños Rotos (2020) Agenda Rock Mexicano
- El rumor (2020) Agenda Rock Mexicano
- Red Devil (2020) Agenda Rock Mexicano
- Tú besando la locura (2020) Agenda Rock Mexicano

### Acoplados y tributos
- Nos vamos juntos en Antes de que nos olviden Tributo 1 (1999) Opción Sónica/XOC
- Nada (aparece con el título de Zero en Legado (2005) ODC
- Crepúsculo Ascendente, Milky Way Mix en Legado 2 (2007) ODC
- Medusa, Folk Mix en Gótica Especial, Disco 10 (2007) Vanguardia, Dark Division
- Crepúsculo Ascendente en Intolerancia, Disco 9 (2012) Discos Intolerancia
- Medusa en Darkness of Mexico (2014) ODC
- Canica Azul (Tren al sur) en Goth en tu idioma (2017) 45 Revoluciones
- El suspiro del demonio en México Underground vol. I The Dark Side of Mexico  (2019) Sector Industrial Producciones/The Real Under
- El rumor en Escena Oscura Mexicana vol. 1 (2020) Escena Oscura Mexicana

### Videos
- El amor (1996)
- El ángel exterminador (1997)
- El más profundo de mis sueños (2011)
- Crepúsculo Ascendente (2012)
- Cielo Negro (2019)
- El suspiro del demonio (2019)
- Madre Rusia (2019)
- Sueños Rotos (Lyric Video) (2020)
- Red Devil (2020)
- Tú besando la locura (2020)

## Integrantes
- José Hernández Riwes (Hollow Kid) - Voz, secuencias y guitarra rítmica.
- Iván Cedillo (el Vaquero) - Guitarra y secuencias.
- Javier Coss - Teclados y segunda guitarra
- Rubén Olvera - Bajo
- Donovan Herrera - Batería

## Antiguos integrantes
- Federico Barceló - Teclados (1995-1996)
- María Elena Canedo - Coros, segunda voz (1998-1999)
- Manuel Cerón - Batería (2008-2013)
- Moisés Cuellar - Batería (1995-2000)
- Fabricio Figueroa (+)  - Bajo (2013-2017)
- José Luis García (Joe García) - Guitarra (1995-2001)
- Genaro Genel - Bajo (1996 - 2001)
- Miguel Ángel Garcés - Bajo (1995,1999)
- Miguel Cruz (Acid Mike) - Bajo (2008-2012)
- Jorge Oseguera - Batería (2014-2019)
- Andrea Portal -  Coros, segunda voz y guitarra rítmica (2017)